# Zwartbrauwmuistimalia
De zwartbrauwmuistimalia (Malacocincla perspicillata) is een zangvogel uit de familie Pellorneidae. De vogel werd voor het eerst ontdekt in de 19e eeuw door een natuuronderzoeker genaamd Schwaner in toenmalig Nederlands-Indië. In Europa werd de vogel daarna beschreven door Charles Lucien Bonaparte die toen in Leiden aan het Rijksmuseum van Natuurlijke Historie werkte. Het toen beschreven specimen, dat in bezit is van Naturalis, was tot 2020 het enige bewijs voor het bestaan van de soort.

## Kenmerken
De vogel is 15 tot 16 cm lang. De vogel is van boven dof roodbruin gekleurd. Van onder is de vogel lichtgrijs, waarbij het grijs op de buik geleidelijk over gaat in licht roodbruin. Kenmerkend is de lichtbruine kruin, die in de nek geleidelijk grijs kleurt. Onder het bruin van de kruin zit een brede, donkerbruine tot zwarte wenkbrauwstreep. De ogen zijn rood, de snavel is grijs, naar de snavelbasis toe geleidelijk donkerder en de poten zijn grijs.

## Verspreiding en leefgebied
Deze soort is endemisch op het Indonesische eiland Borneo. De vogel werd in 2020 opnieuw, na 170 jaar ontdekt door twee plaatselijk bekende vogelaars in het zuidoosten van Kalimantan. De ontdekking werd gepubliceerd in BirdingAsia door 7 auteurs, waaronder de twee ontdekkers. De vogel is gevangen, gefotografeerd, uitgebreid beschreven en daarna weer los gelaten. Later bleek de vogel vrij algemeen voor te komen in bepaalde gebieden in het zuidoosten van Borneo.

## Status
De vogel werd gevangen in een gebied waar ontbossing plaats vindt. Het leefgebied is waarschijnlijk tropisch oerbos in laagland. Er is verder weinig over de vogel bekend. Zeer waarschijnlijk is het een vogel die meestal hoog in de boomkronen verblijft. Volgens BirdLife International heeft de vogel de status gevoelig.